# MS Westerdam
O MS Westerdam é um navio de cruzeiro da classe Vista pertencente à Holland America Line. É o terceiro navio da sua classe a ser operado pela linha de cruzeiros, tal como é o terceiro navio denominado com o nome Westerdam. Os seus navios irmãos são o Oosterdam, o Zuiderdam e o Noordam. O início do nome de cada um dos quatro navios representa os quatro pontos cardeais em holandês.

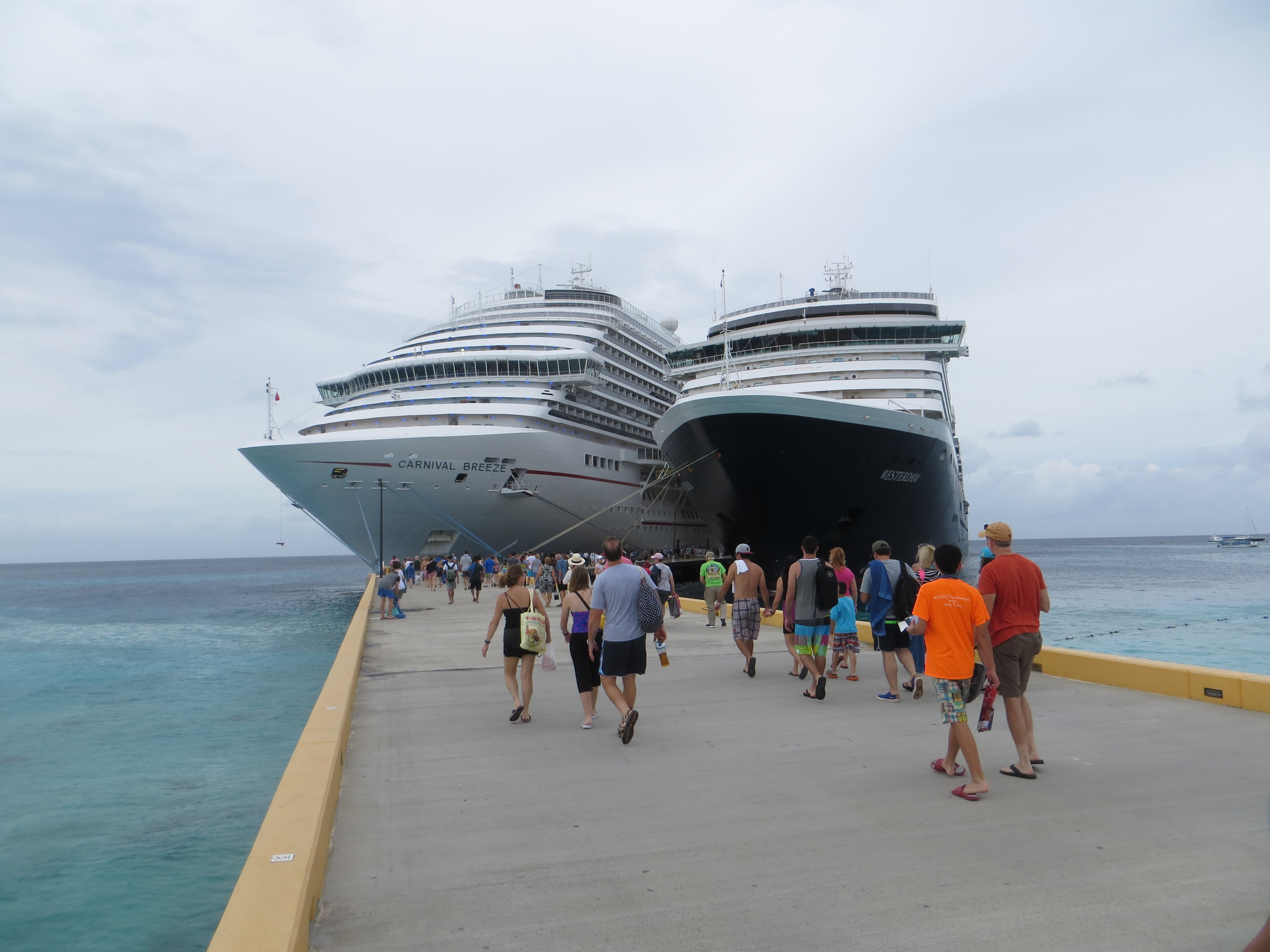
O Westerdam (à direita) na Grande Turca, ao lado do navio Carnival Breeze

## Surto de COVID-19
Durante o mês de fevereiro de 2020, posteriormente ao navio de cruzeiro ter partido de uma paragem em Hong Kong a 1 de fevereiro, foi-lhe negada a autorização para atracar nas Filipinas, no Japão e em Guam devido a receios relativos ao surto de COVID-19.
A 10 de fevereiro, após ter recebido inicialmente autorização para atracar na Tailândia, pois o navio ia na direção do porto de Laem Chabang próximo a Banguecoque, no dia seguinte esta mesma autorização de aportar foi negada. No entanto, o navio continuou no mesmo rumo para Banguecoque e por volta das 09:30 horas GMT no dia 11 de fevereiro, o Westerdam navegou ao largo da ponta sul do Vietname.
De acordo com Flip Knibbe, um passageiro neerlandês a bordo do navio, todos os passageiros tiveram a sua temperatura corporal medida pela segunda vez. A 11 de fevereiro, o mesmo passageiro afirmou à estação pública neerlandesa NOS que "Este navio está livre do vírus". Ao contrário do navio de cruzeiro Diamond Princess, que está localizado no porto de Yokohama no Japão, ninguém a bordo está em quarentena. Todas as lojas e restaurantes estão abertos e os programas de entretenimento prosseguem enquanto todos a bordo podem mover-se livremente.
A 13 de fevereiro, foi permitido ao Westerdam aportar na cidade costeira de Sihanoukville, no Camboja.
A 15 de fevereiro, a Malásia reportou que uma cidadã norte-americana de 83 anos que havia desembarcado do Westerdam e viajado de avião para a Malásia no dia 14 de fevereiro tinha acusado positivo no teste ao COVID-19. Num segundo teste, a pedido da Holland America Line e de autoridades do Camboja, a mulher acusou positivo no teste novamente. Apesar destas descobertas, o primeiro-ministro cambojano Hun Sen visitou o navio de cruzeiro, desencorajou o uso de máscaras e encorajou os passageiros a passearem pela cidade, levando a preocupações de que uma nova ligação à rede de contágio estava a ser acrescentada.